# Poa matsumurae
Poa matsumurae är en gräsart som beskrevs av Eduard Hackel. Poa matsumurae ingår i släktet gröen, och familjen gräs. Inga underarter finns listade i Catalogue of Life.